# Dragonfire (arma)
O Dragonfire é um demonstrador de tecnologia de arma de energia direcionada a laser (LDEW) britânica. Foi apresentado ao público pela primeira vez em 2017 na conferência Defence and Security Equipment International (DSEI) em Londres e está sendo desenvolvido pelo UK Dragonfire, uma colaboração composta pela MBDA UK, Leonardo UK, QinetiQ e o Laboratório de Ciência e Tecnologia de Defesa (Dstl). Como demonstrador de tecnologia, ele será usado para avaliar armas de energia direcionada a laser e suas potenciais aplicações nas Forças Armadas Britânicas.

## Desenvolvimento
A arma foi mostrada publicamente pela primeira vez na conferência DSEI de 2017 em Londres. O desenvolvimento do demonstrador de tecnologia foi realizado por meio de uma parceria entre o Ministério da Defesa Britânico (MoD) e a indústria privada. O UK DragonFire é o resultado de contratos no valor de £100 milhões - dos quais £30 milhões foram concedidos pelo Programa de Pesquisa do Consultor Científico Chefe do MoD - de várias empresas, lideradas pela MBDA UK com a participação da QinetiQ, Leonardo, GKN, Arke, BAE Systems e Marshall Land Systems, para desenvolver um demonstrador de tecnologia.
Os testes deveriam começar em 2018, seguidos por uma grande demonstração em 2019, no entanto, a pandemia de COVID-19 e problemas técnicos causaram atrasos. Ele foi finalmente implantado em testes em 2022 nas áreas de teste nas Hébridas Exteriores, na Escócia. De acordo com a MBDA, esses primeiros testes de baixa potência comprovaram a capacidade do Dragonfire de rastrear alvos aéreos e marítimos com uma precisão excepcionalmente alta. Isso foi seguido por testes de alta potência em novembro de 2022, nos quais a arma engajou alvos usando seu laser de alta potência em cenários representativos operacionalmente. O Dragonfire engajou um alvo aéreo em exercícios na Escócia em janeiro de 2024. O MOD declarou: "O alcance do DragonFire é classificado, mas é uma arma de linha de visão e pode engajar qualquer alvo visível. A precisão requerida é equivalente a acertar uma moeda de £1 (23 mm) a um quilômetro de distância.".

## Características
O Dragonfire utiliza tecnologia de combinação de feixes, onde vários lasers individuais são agrupados e alinhados para formar um único feixe mais poderoso. Isso resulta em uma densidade de energia maior no feixe combinado, o que leva a tempos de neutralização mais curtos e a um alcance efetivo expandido. Isso é alcançado, em parte, através do uso de dezenas de fibras de vidro, no entanto, a abordagem técnica completa permanece classificada, ou seja, os detalhes completos sobre o assunto ainda não foram divulgados ao público ou permanecem restritos por razões de segurança ou confidencialidade. O laser e seus sistemas de mira associados, incluindo uma câmera eletro-óptica e um segundo laser de menor potência para imagem e rastreamento, são montados em uma torre. O laser está supostamente na classe de 50 kW e é projetado para defender alvos terrestres e marítimos contra ameaças como mísseis e morteiros. Suas demandas energéticas podem ser atendidas por um Sistema de Armazenamento de Energia em Volante (FESS), uma inovação conjunta do Reino Unido e dos Estados Unidos atualmente em desenvolvimento.
O Reino Unido prevê armas laser de alta energia, como o Dragonfire, a bordo de futuros navios de guerra da Royal Navy, veículos blindados do Exército Britânico e aeronaves de combate da Royal Air Force, incluindo o BAE Systems Tempest; O objetivo é demonstrar esses conceitos a bordo de uma fragata Tipo 23 da Marinha Real Britânica e de um veículo blindado Wolfhound do Exército Britânico. As fragatas Tipo 23 são navios de guerra altamente versáteis, projetados para várias missões, enquanto o Wolfhound é um veículo blindado de transporte de pessoal que oferece proteção e mobilidade para as forças terrestres, especialmente em áreas de combate.